# Bandar Agung (Lahat)
Bandar Agung is een bestuurslaag in het regentschap Lahat van de provincie Zuid-Sumatra, Indonesië. Bandar Agung telt 8766 inwoners (volkstelling 2010).